# Disney Streaming Services
Disney Streaming Services (anciennement appelé BAMTech) est une filiale de la Walt Disney Company qui fournit la technologie de diffusion en continu d'événements sportifs à ses clients. Fondée en 2015 comme une coentreprise regroupant la MLB Advanced Media et la Ligue nationale de hockey, la société gère le streaming pour les chaînes Home Box Office, MLB, NHL et de la World Wrestling Entertainment.

## Historique

Logo de BAMTech

En février 2015, MLBAM annonce son intention de scinder sa division technologique de diffusion en une société indépendante, avec des investissements par la MLB et les autres partenaires minoritaires. La création de BAM Tech est approuvée par le conseil d'administration le 13 août 2015 mais les propriétés spécifiques de la MLB (tels que MLB.com) restent sous le contrôle de la MLB.
Le 15 avril 2016, la presse évoque l'intention de Disney d'investir dans MLB Advanced Media. Le 5 mai 2016, le magazine Fortune évoque les rumeurs de rachat d'un tiers du capital de MLB Advanced Media pour 1 milliard de dollars par Disney ce qui permettrait à Disney de combler des manques dans son portefeuille d'activités principalement dans le domaine de la diffusion d'événements sportifs en direct. Le but de Disney serait de réduire l'érosion des abonnées à ESPN en fournissant du contenu sportif payant à la demande. Le 30 juin 2016, Disney confirme son intention d'acheter un tiers de BAMTech dont la valeur est estimé à 3,5 milliards d'USD et être dans la phase finale des discussions,,. Disney obtient une option pour acheter un autre tiers de l'entreprise dans les quatre ans. Le 5 juillet 2016, Maury Brown de Forbes qualifie la transaction de gagnante-gagnante en raison de l'apport financier nécessaire pour MLB et l'expertise récoltée par Disney sur ce type de diffusion.
Le 9 août 2016, la Walt Disney Company acquiert un tiers du capital de la société pour 1 milliard de dollars US, avec une option d'acquérir une participation majoritaire dans l'avenir,,. Cet investissement Disney est à relier à la création d'un service par contournement d'ESPN. Ce service n'inclurait aucune des chaînes actuelles d'ESPN canal ou aucun contenu, mais d'utiliser les productions liées aux droits détenus par BAMTech, la MLB, la NHL ou d'autres droits d'ESPN pour les universités. Le même jour, ESPN annonce un service par contournement avec du contenu de ses chaînes et BAMTech pour fin 2016
Le 1er novembre 2016, MLB Advanced Media, annonce un partenariat avec Discovery Communications pour créer une coentreprise européenne nommée BAMTech Europe avec comme premier client Eurosport, le détenteur pan-Européen des droits sur les Jeux Olympiques.
Le 16 décembre 2016, BAMTech achète pour 300 millions d'USD les droits de retransmission jusqu'en 2023 des Championnats du monde de League of Legends à Riot Games,,. Riot Games précise que cet accord concerne la distribution et la monétisation d'émissions de compétitions professionnelles pour le jeu vidéo League of Legends jusqu'en 2023 en contre-partie de 50 millions de dollars par an et un pourcentage des revenus publicitaires,,.
Le 22 août 2016, BAMTech investit une somme non communiquée dans Silver Chalice, filiale média des White Sox de Chicago. Le 2 décembre 2016, la presse évoque la possibilité que HBO pourrait ne plus souscrire au service de BAMTech en raison du possible rachat de Time Warner par AT&T.
Le 8 août 2017, The Walt Disney Company acquiert 42% supplémentaires de BAMTech pour 1,58 milliard de dollars US et porte sa participation totale à 75%,. Cet achat valorise BAMTech à 3,75 milliards d'USD. Disney annonce son intention de créer sa plateforme ESPN pour 2018 ainsi qu'une autre pour Disney en 2019, ainsi que le retrait de ses productions sur Netflix.
Le 25 mai 2018, le contrat de 350 millions d'USD entre Riot Games et BAMTech annoncé en décembre 2016 est annulé au profit d'un contrat de diffusion de la League of Legends sur ESPN+ à partir de juin 2018,.
Le 11 avril 2019, Disney renomme BAMTech en Disney Streaming Services.
Le 12 août 2021, The Walt Disney Company annonce avoir exercé ses droits et prévoit d'acheter la participation de 10 % de la NHL pour 350 millions d'USD avant fin septembre et la participation restante de 15 % de la MLB serait prévue en 2022,.
Le 29 novembre 2022, Disney achète la participation restante de 15% de MLB pour 900 millions d'USD, devenant l'unique propriétaire de BAMTech ,.

## Analyse
L'achat par Disney de BAMTech est poussé par le besoin du groupe de média d'évoluer sur le marché du streaming en raison de la baisse des abonnés de toutes ses chaînes câblées aux États-Unis. La société BAMTech compte 850 employés en 2017 et est basée à Chelsea Market (en) (dans le quartier de Chelsea à Manhattan) dans une ancienne usine de National Biscuit Company. Les économies des foyers américains sur les abonnements de télévision en direct à la fois pour des chaînes sportives comme ESPN mais aussi pour des chaînes jeunesses comme Disney Channel affectent fortement les résultats financiers de Disney tout comme le succès de service de streaming tel que Netflix, mouvements qui s'accélèrent. BAMTech a expérimenté depuis 2002 des services de vidéo à la demande pour les fans de sports de la Ligue majeure de baseball qui étaient en déplacement et voulaient voir les matchs de leur équipe préférée. En 2014, BAMTech aide HBO a créé son service de streaming HBO Now (en) pour environ 50 millions d'USD. Cette expérience de BAMTech doit être mise en parallèle avec les 325 millions d'USD annuels payés par Netflix pour diffuser des films Disney et les 500 millions d'USD que Disney paierait à des tiers pour des rediffusions.
Disney a plusieurs fois expérimenté la vidéo à la demande avec les services ESPN360 lancé en 2005 sur internet, les applications pour smartphone et sites internet Watch ABC/Watch Disney/WatchESPN lancées en 2012 ou la chaîne DisneyLife lancée en 2015 au Royaume-Uni.

## Principaux services et clients
- MLB.tv de MLB.com
- 120 Sports
- NHL Network
- HBO Now de Home Box Office
- PGA Tour
- Riot Games
- WatchESPN
- WWE Network